# Vero Beach South
Vero Beach South es un lugar designado por el censo ubicado en condado de Río Indio en el estado estadounidense de Florida. En el Censo de 2010 tenía una población de 23.092 habitantes y una densidad poblacional de 820,15 personas por km².

## Geografía
Vero Beach South se encuentra ubicado en las coordenadas 27°37′12″N 80°24′41″O / 27.62000, -80.41139. Según la Oficina del Censo de los Estados Unidos, Vero Beach South tiene una superficie total de 28.16 km², de la cual 26.55 km² corresponden a tierra firme y (5.71%) 1.61 km² es agua.

## Demografía
Según el censo de 2010, había 23.092 personas residiendo en Vero Beach South. La densidad de población era de 820,15 hab./km². De los 23.092 habitantes, Vero Beach South estaba compuesto por el 88.94% blancos, el 5.29% eran afroamericanos, el 0.39% eran amerindios, el 1.62% eran asiáticos, el 0.03% eran isleños del Pacífico, el 2.03% eran de otras razas y el 1.7% pertenecían a dos o más razas. Del total de la población el 9.55% eran hispanos o latinos de cualquier raza.